# Liste des titres musicaux numéro un en Autriche en 1973
Cette page liste les titres numéro un dans les meilleures ventes de disques en Autriche pour l'année 1973.

## Classement des singles
| №  | Date         | Artiste               | Titre                      |
| -- | ------------ | --------------------- | -------------------------- |
| 1  | 15 janvier   | Les Humphries singers | Mexico                     |
| 2  | 15 février   | Les Humphries singers | Mexico                     |
| 3  | 15 mars      | Vicky Leandros        | Ich hab' die Liebe geseh'n |
| 4  | 15 avril     | The Sweet             | Blockbuster!               |
| 5  | 15 mai       | Les Humphries singers | Mama Loo                   |
| 6  | 15 juin      | Les Humphries singers | Mama Loo                   |
| 7  | 15 juillet   | Chris Montez          | Ay no digas                |
| 8  | 15 août      | Chris Montez          | Ay no digas                |
| 9  | 15 septembre | Albert West           | Ginny Come Lately          |
| 10 | 15 octobre   | Albert West           | Ginny Come Lately          |
| 11 | 15 novembre  | Albert West           | Ginny Come Lately          |
| 12 | 15 décembre  | Lobo                  | I'd Love You To Want Me    |

## Classement des albums
| №  | Date         | Artiste               | Titre                       |
| -- | ------------ | --------------------- | --------------------------- |
| 1  | 15 janvier   | Kurt Sowinetz         | Alle Menschen san ma zwider |
| 2  | 15 février   | Les Humphries singers | Mexico                      |
| 3  | 15 mars      | Les Humphries singers | Mexico                      |
| 4  | 15 avril     | Deep Purple           | Made in Japan               |
| 5  | 15 mai       | Pink Floyd            | The Dark Side of the Moon   |
| 6  | 15 juin      | Pink Floyd            | The Dark Side of the Moon   |
| 7  | 15 juillet   | Pink Floyd            | The Dark Side of the Moon   |
| 8  | 15 août      | The Beatles           | 1962–1966                   |
| 9  | 15 septembre | The Beatles           | 1967–1970                   |
| 10 | 15 octobre   | The Beatles           | 1962–1966                   |
| 11 | 15 novembre  | The Beatles           | 1962–1966                   |
| 12 | 15 décembre  | The Beatles           | 1962–1966                   |